# Ratenice
Ratenice jsou obec ležící v okrese Kolín. Obec se nachází v úrodné polabské nížině cca jeden kilometr východně od města Pečky, necelých 40 km východně od Prahy u dálnice D11. Leží v nadmořské výšce 196 m n. m. V obci žije 663 obyvatel a její katastrální území má rozlohu 4,73 km2. V roce 2011 zde bylo evidováno 251 adres a průměrný věk obyvatel činil 37,6 let. Obec je součástí Mikroregionu Podlipansko a dobrovolného svazku obcí Pečecký region.

## Poloha

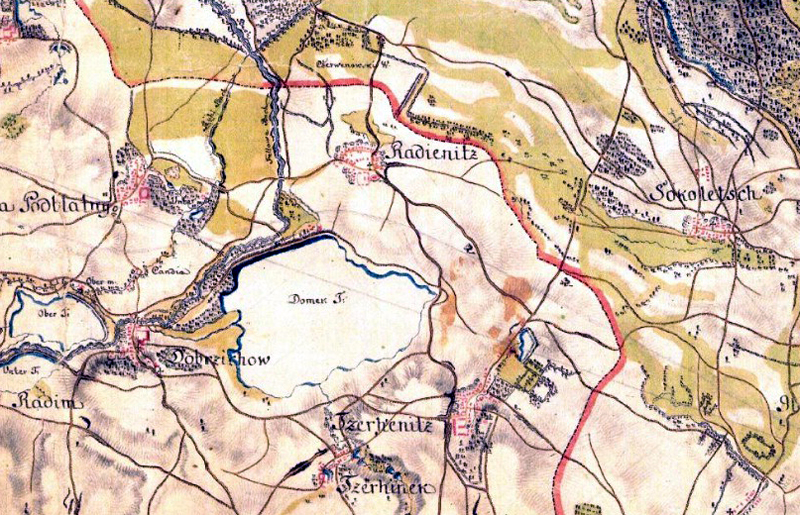
Ratenice a jejich širší okolí na mapě z druhé poloviny 18. století. Pod obcí je vidět rybník Klenot, po jehož dně dnes vede železniční koridor.

Obec se nachází v polabské nížině cca jeden kilometr východně od města Pečky. Severně od Ratenic je obec Vrbová Lhota a východně městys Cerhenice. U obce se nachází železniční zkušební okruh Výzkumného ústavu železničního.
Směrem k Vrbové Lhotě je stará pískovna na koupání-rybaření na kraji lesa, kterým probíhá zmíněný zřídka používaný okruh. Aleje ovocných stromů rostou podél každé silnice vedoucí ke vsi. Na půl cesty k uzlovému městu Pečky teče od Dobřichova potok Výrovka.

## Historie

### Počátky

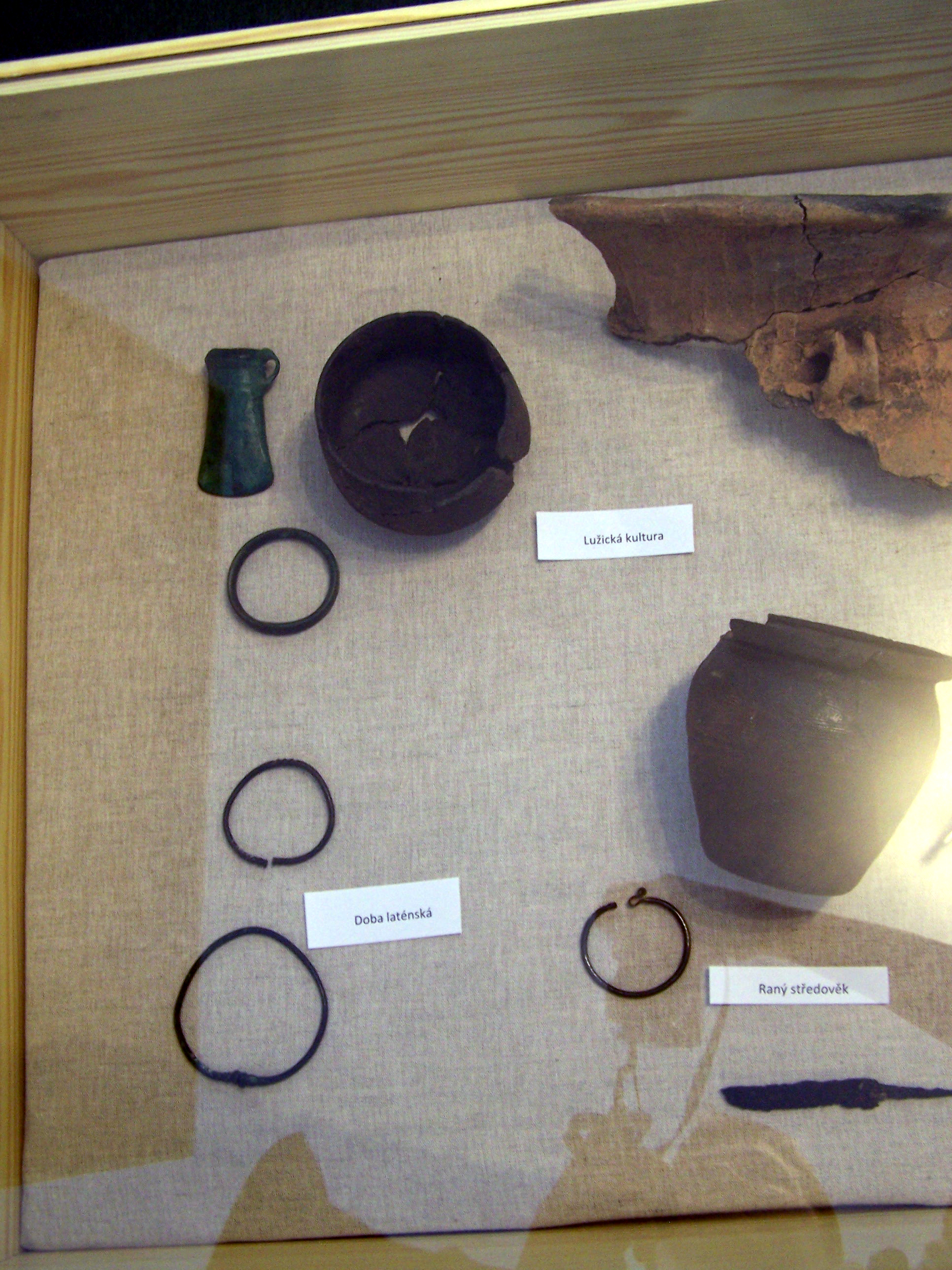
Archeologické nálezy z Ratenic a okolí

V místě dnešních Ratenic je doloženo dočasné zemědělské osídlení z přibližně 5. tisíciletí př. n. l. Nalezena zde byla keramika s lineárními a závitcovými vzory (volutami). Na konci doby bronzové zde žil lid knovízské kultury a později též Keltové. V místě dnešního zemědělského družstva byly archeology nalezeny zlomky nádob římskoprovinciálního původu, dvě chaty z mladší doby laténské a čtvercová studna. Asi 2 km od Ratenic byla rovněž nalezena římská soška.

### Středověk a novověk

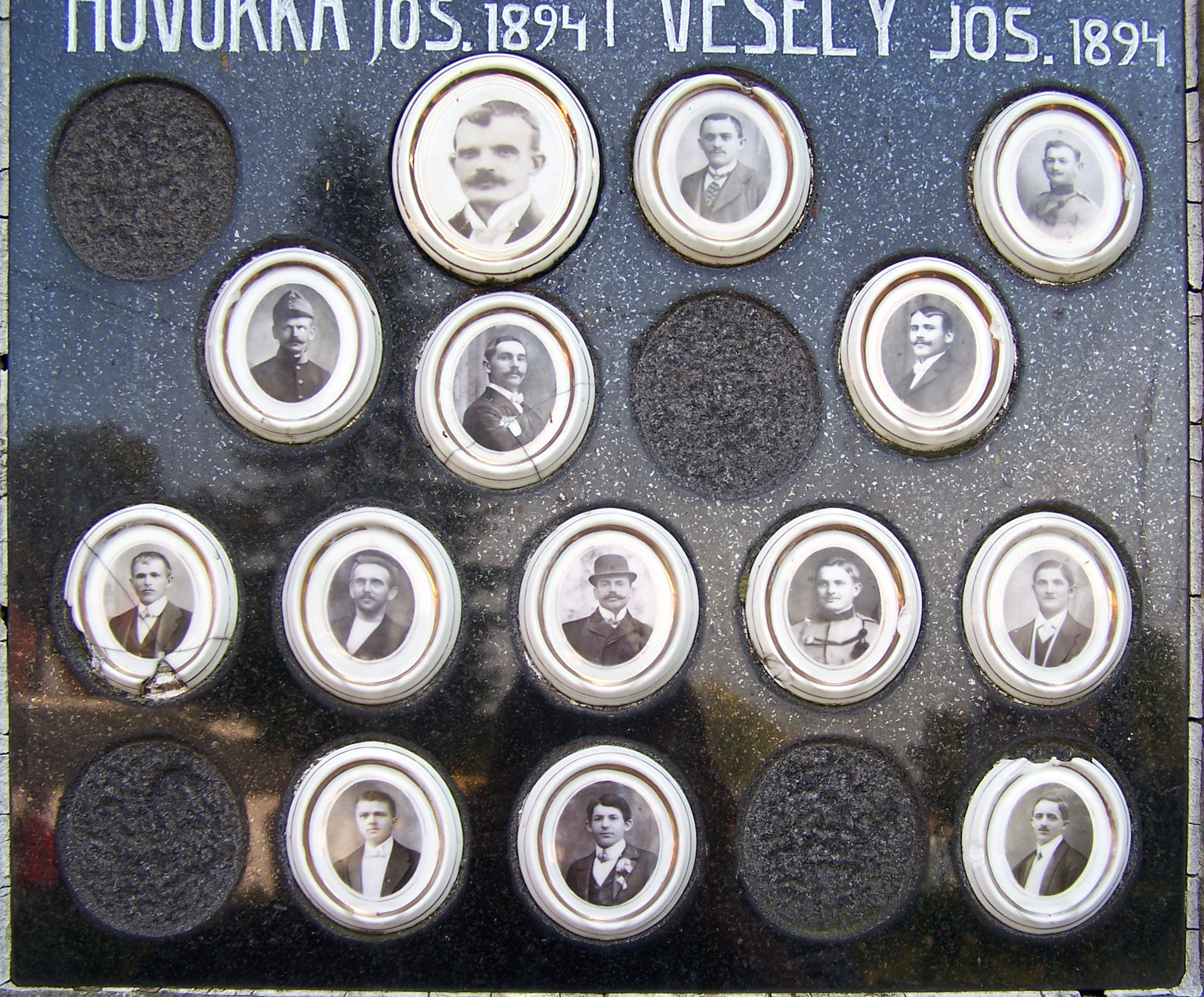
Rateničtí občané padlí ve světové válce

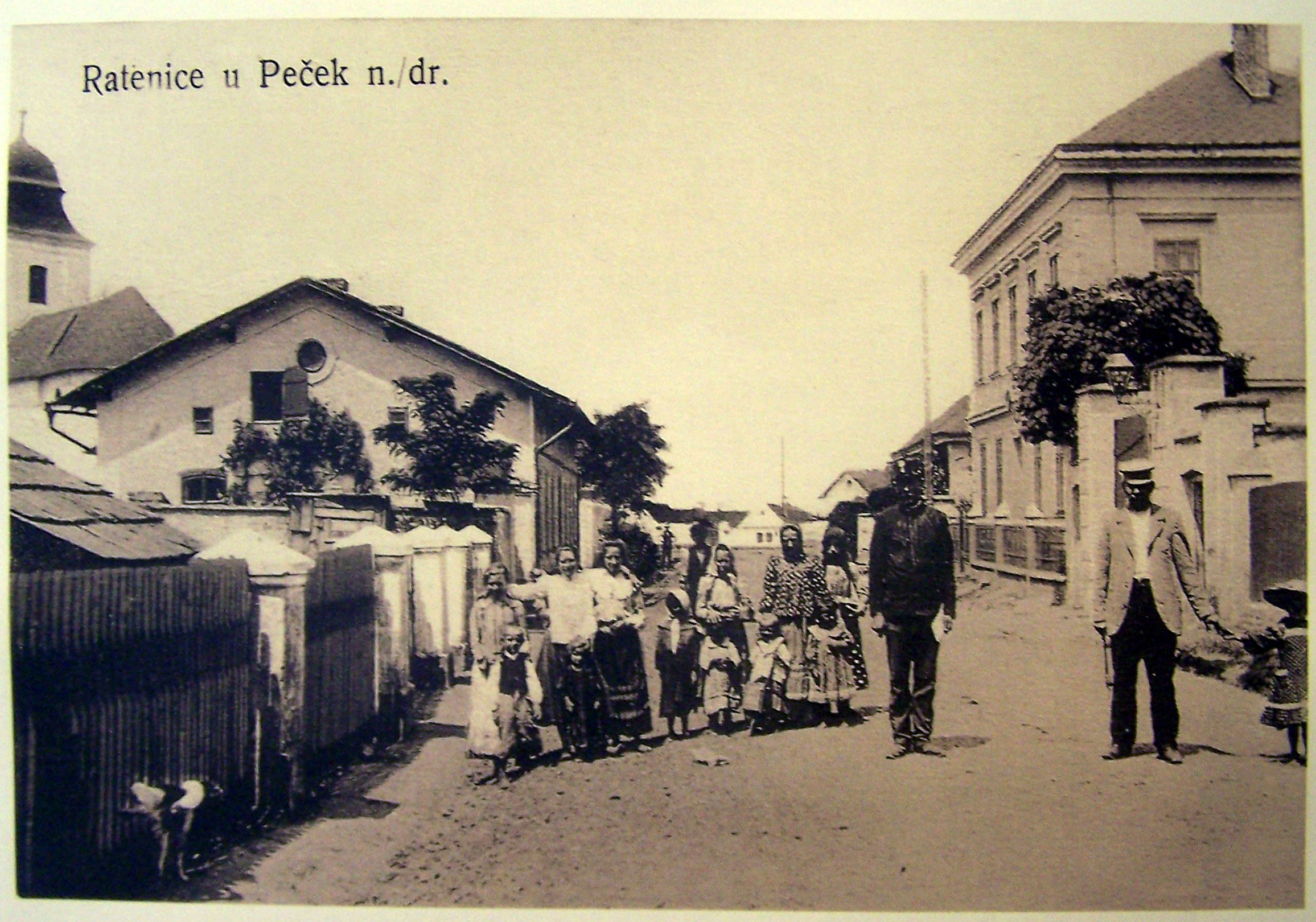
Ratenice v roce 1916

První písemná zmínka o obci pochází z berního rejstříku, datovaného k roku 1340, z něhož se dochovalo pouze několik stran použitých na obaly novějších knih. Rejstřík byl součástí knihy Summa cancellariae Caroli IV., obsahující seznam panství patřících králi Karlu IV. Kniha byla uložena v hornorakouském premonstrátském klášteře Schlägl.

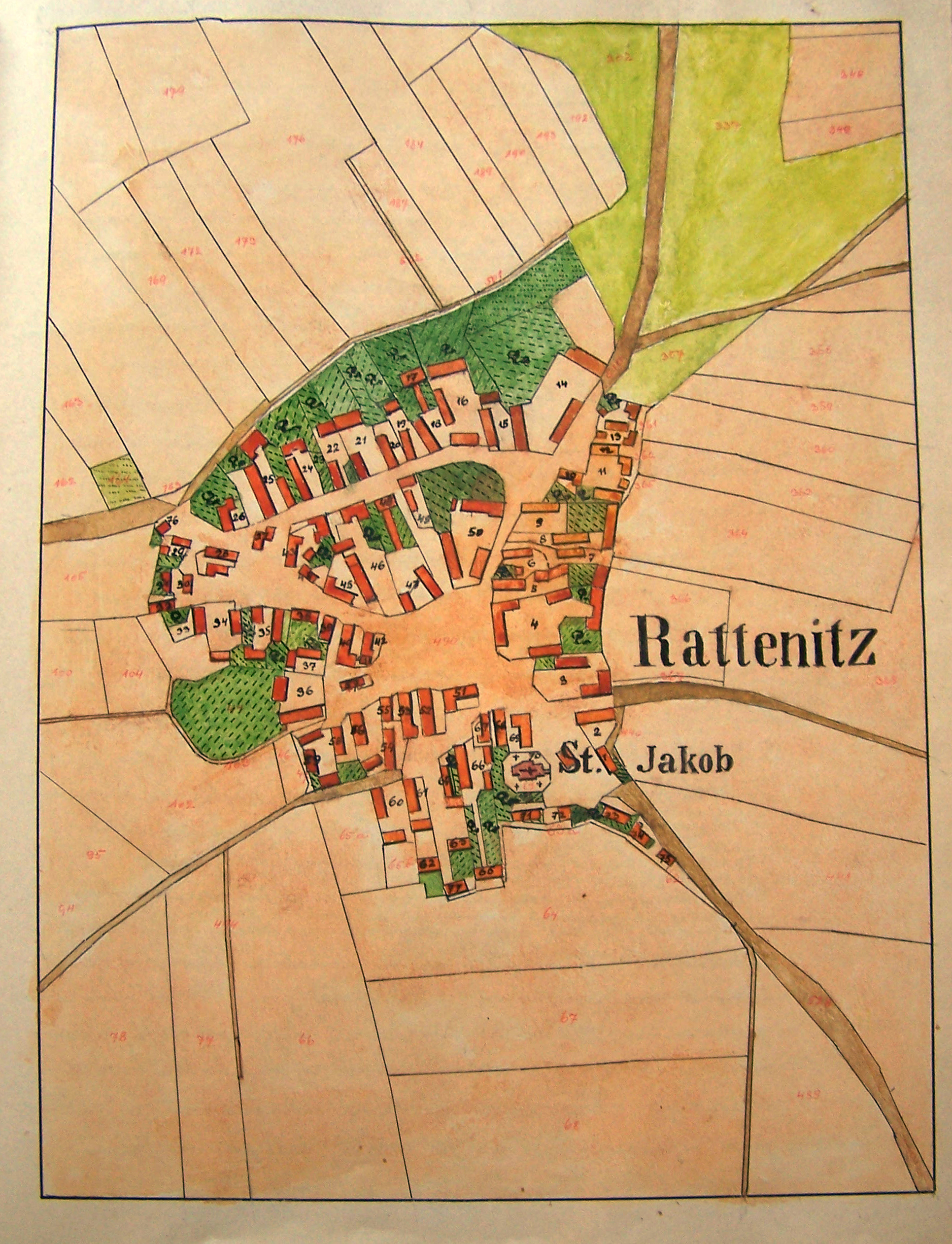
Nejstarší známá detailní mapa obce je z roku 1841.

Ve středověku byla historie obce úzce spojena se šlechtickým rodem Stillfriedů (známým je například cestovatel a fotograf Raimund von Stillfried). Poblíž rakouské domovské obce rodu Stillfried byla roku 1278 svedena bitva na Moravském poli, v níž členové rodu bojovali na straně krále Přemysla Otakara II. Po porážce v bitvě své panství opustili, přičemž část se jich usídlila v Ratenicích a část v Kladsku.
Stillfriedové v Ratenicích založili dodnes stojící kostel svatého Jakuba Většího a dnes již zaniklou tvrz, podle všeho stojící v místě dnešního domu č. p. 1. Roku 1420 obec vypálilo vojsko Zikmunda Lucemburského, usazené v Nymburku. George Stillefrede z tohoto rodu pomohl roku 1488 Jiřímu z Poděbrad dobýt Prahu a po jeho korunovaci získal od krále za věrné služby kladské lenní panství Nowa Ruda (Neurode). Rod tam přesídlil a roku 1472 Ratenice prodal. Obec často měnila majitele a již nikdy se nestala šlechtickým sídlem. Ztratila tak na významu.
Roku 1512 založil Mikuláš Cerhenský z Dražic, na blatech v blízkosti obce, rybník Klenot o rozloze 416 ha, napájený potokem Výrovka. V německých pramenech je rybník zván též Domek Teich = Domecký rybník. Hlavní stavidla a barokně upravený renesanční dům rybářské bašty byly postaveny u Ratenic. Budova bašty dodnes osamoceně stojí nad železniční tratí.
V letech 1602–1848 byly Ratenice součástí cerhenického panství. Z roku 1762 je první zmínka o místní zádušní škole. V roce 1792 byla v obci otevřena triviální škola. V letech 1777–1850 se počet domů v obci více než zdvojnásobil. Roku 1811 obec zasáhl rozsáhlý požár, při kterém vyhořel kostel, škola a 54 dalších domů. Škola byla opravena v roce následujícím, kostel však na začátek oprav čekal plných 12 let. Požáry se obci nevyhýbaly ani v budoucnosti, například v roce 1850 shořelo 25 domů a 23 stodol.

### Období industrializace
V letech 1843–1845 byla v blízkosti obce, na dně vypuštěného Domeckého rybníka, vybudována železniční trať Praha - Kolín. V okolních obcích vznikaly první průmyslové podniky a začalo se také rozvíjet cukrovarnictví. Roku 1848 se Ratenice osamostatnily z Cerhenického panství. V 50. letech 19. století byla v obci postavena nová jednotřídka a založena knihovna. V roce 1866 bylo v obci na několik dní ubytováno 1 230 pruských vojáků, bojujících v prusko-rakouské válce a místní museli domácí armádě poskytnout své koně a povozy. Všichni odvedenci z obce válku přežili.
V 60. letech 19. století byla přes obec vybudována silnice spojující Cerhenice, Ratenice a Pečky (silnice do Vrbové Lhoty byla vybudována o půlstoletí později). Roku 1876 byla dostavěna budova staré fary, kterou o 14 let později nahradila nová fara. V 19. století byly rovněž zakládány první spolky, včetně sboru dobrovolných hasičů. Řada obyvatel obce se stala členy spolku Prokop vzniklého roku 1879 za účelem zřízení pomníku Prokopa Velikého v nedalekých Lipanech. Ten byl odhalen roku 1881. Dne 18. září 1886 byl založen obecní hasičský sbor.
Do života obce silně zasáhla první světová válka, do které bylo postupně odvedeno 100 mužů, z nichž ve válce padlo 29. Roku 1921, po vzniku samostatného Československa, jim byl zbudován pomník. Velká hospodářská krize na počátku 30. let znamenala nezaměstnanost pro desítky ratenických rodin (70 rodin v roce 1933). Za druhé světové války byli v Treblince zavražděni dva rateničtí občané židovského původu, Ota a Berta Lustigovi. Obec v květnu 1945 osvobodila Rudá armáda. Ovšem ještě v noci z 10. na 11. května 1945 byl na nádraží v Pečkách při přestřelce mezi německými vojáky a českými ozbrojenými oddíly zastřelen ratenický občan Josef Syrový.

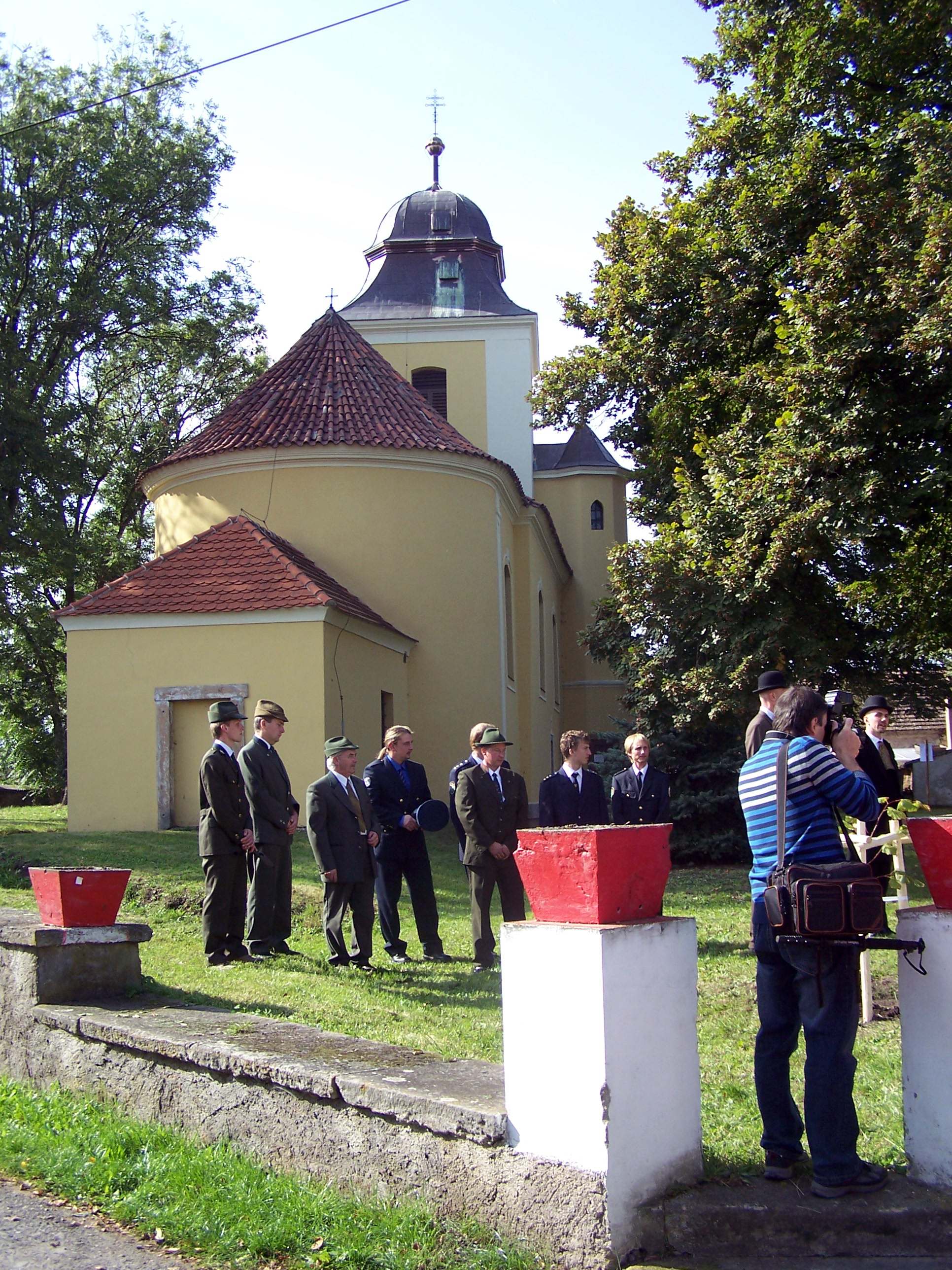
Kostel svatého Jakuba Většího při oslavách 670 let od první písemné zmínky o obci.

Po válce odešlo na 40 ratenických rodin osidlovat pohraničí, ze kterého byli odsunuti Němci. V prvních poválečných volbách v roce 1946 pak 57 % ratenických občanů volilo KSČ.
Po únorovém převratu nastala řada dalších změn. Roku 1950 bylo založeno JZD a v obci začala kolektivizace, byla znemožněna činnost fary, která se změnila na školu a později na školku, kterou je dodnes. Roku 1961 byl v blízkosti obce zřízen zkušební železniční okruh. Života obce se dotkly rovněž akce Z – v 60. a 70. letech tak občané postavili dešťovou kanalizaci a chodníky a v 80. letech rovněž samoobsluhu. V 70. letech si občané také zřídili fotbalové hřiště.

### Územněsprávní začlenění
Dějiny územněsprávního začleňování zahrnují období od roku 1850 do současnosti. V chronologickém přehledu je uvedena územně administrativní příslušnost obce v roce, kdy ke změně došlo:
- 1850 země česká, kraj Pardubice, politický okres Kolín, soudní okres Kouřim[28]
- 1855 země česká, kraj Čáslav, soudní okres Kouřim
- 1868 země česká, politický okres Kolín, soudní okres Kouřim
- 1877 země česká, politický i soudní okres Poděbrady [29]
- 1939 země česká, Oberlandrat Kolín, politický i soudní okres Poděbrady [30]
- 1942 země česká, Oberlandrat Praha, politický i soudní okres Poděbrady [31]
- 1945 země česká, správní i soudní okres Poděbrady [32]
- 1949 Pražský kraj, okres Poděbrady[33]
- 1960 Středočeský kraj, okres Nymburk
- 1996 Středočeský kraj, okres Kolín [34]
- 2003 Středočeský kraj, obec s rozšířenou působností Kolín

### Rok 1932
Ve vsi Ratenice (899 obyvatel, katolický kostel) byly v roce 1932 evidovány tyto živnosti a obchody: autodoprava, obchod s dobytkem, holič, 3 hostince, kolář, 3 krejčí, obuvník, pekař, obchod s lahvovým pivem, 3 pokrývači, 3 řezníci, sadař, 4 obchody se smíšeným zbožím, 3 tesařští mistři, trafika, 3 truhláři.

## Současnost

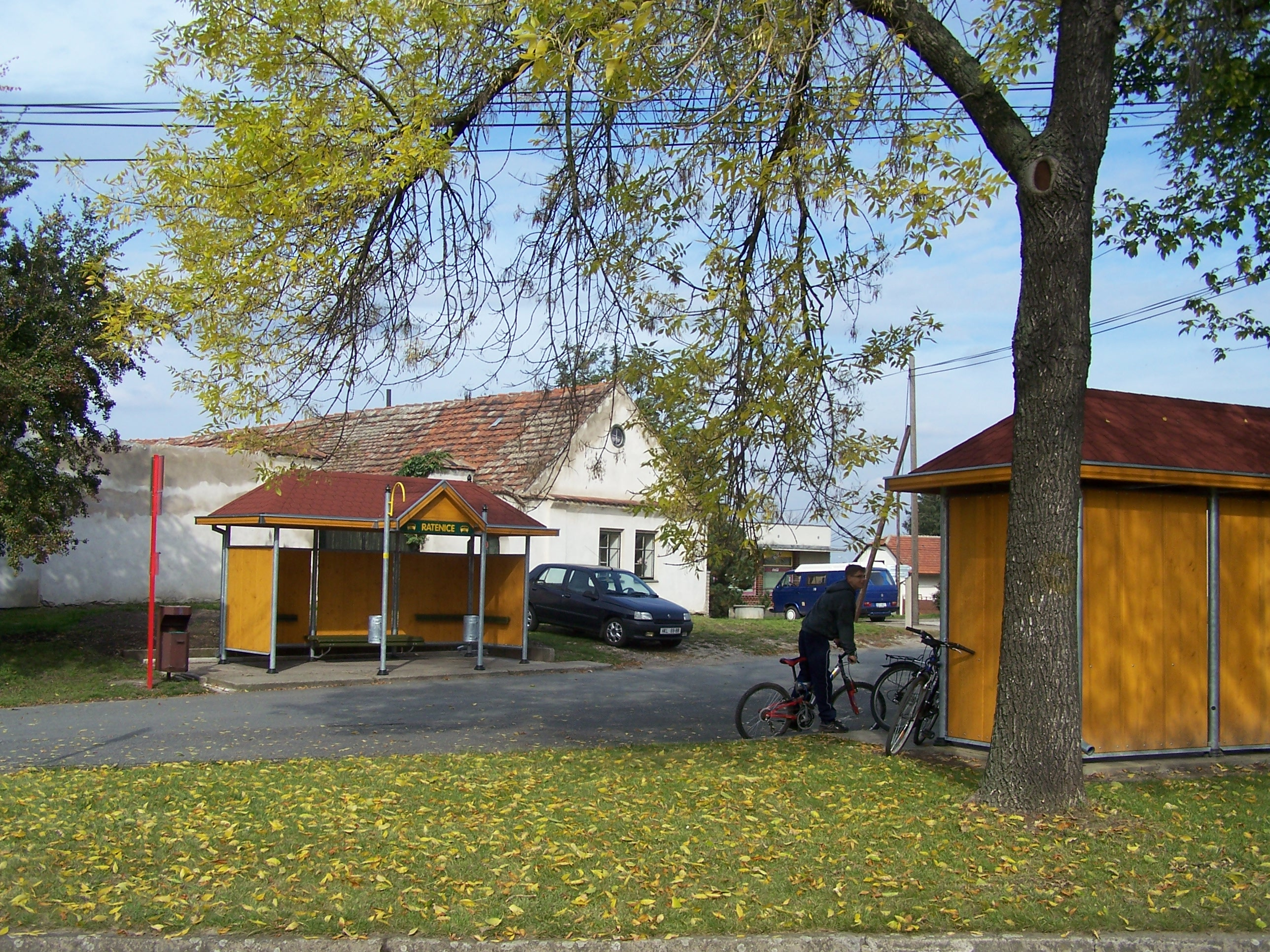
Náves a nové autobusové zastávky

Obec je součástí regionu Podlipansko. Je v ní obecní knihovna, hostinec s tanečním sálem, školka a samoobsluha. Veřejnou dopravu tvoří autobusy. V obci byly opraveny chodníky a od roku 2008 je též stavěna obecní kanalizace. V první etapě vznikla možnost připojení pro 165 nemovitostí, na druhou fázi obec hledá prostředky. Modernizována byla rovněž mateřská škola a dětské hřiště. Aktivní jsou některé spolky, například sbor dobrovolných hasičů, myslivci a dobročinný spolek Ratenická včela.
V roce 2011 se obec chystá na rekonstrukci fotbalového hřiště, vybudování permakulturního sadu v jeho sousedství a na vybudování cyklostezky do Peček.

## Památky a zajímavosti

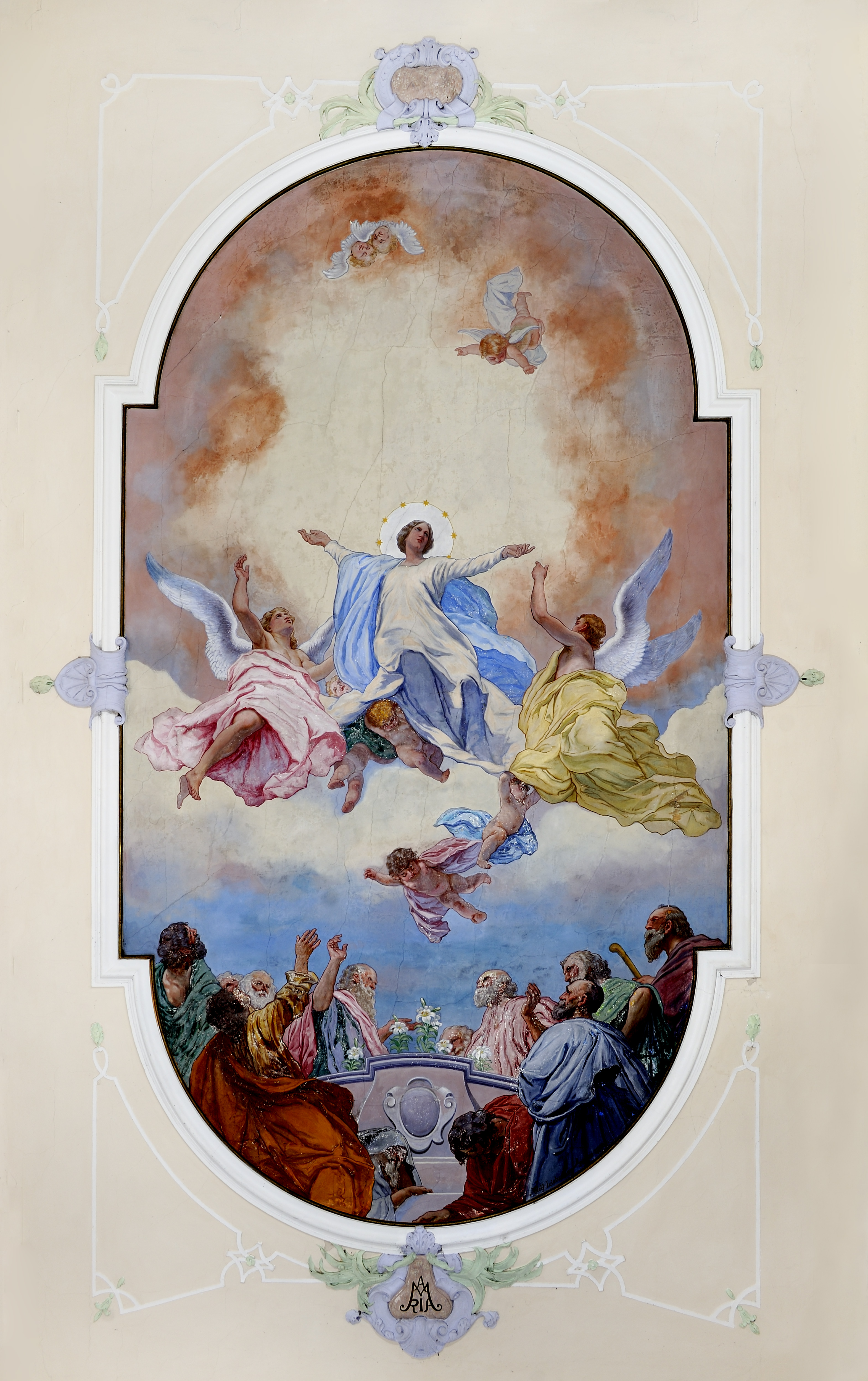
Nástropní freska „Nanebevzetí Panny Marie“ od Adolfa Liebschera

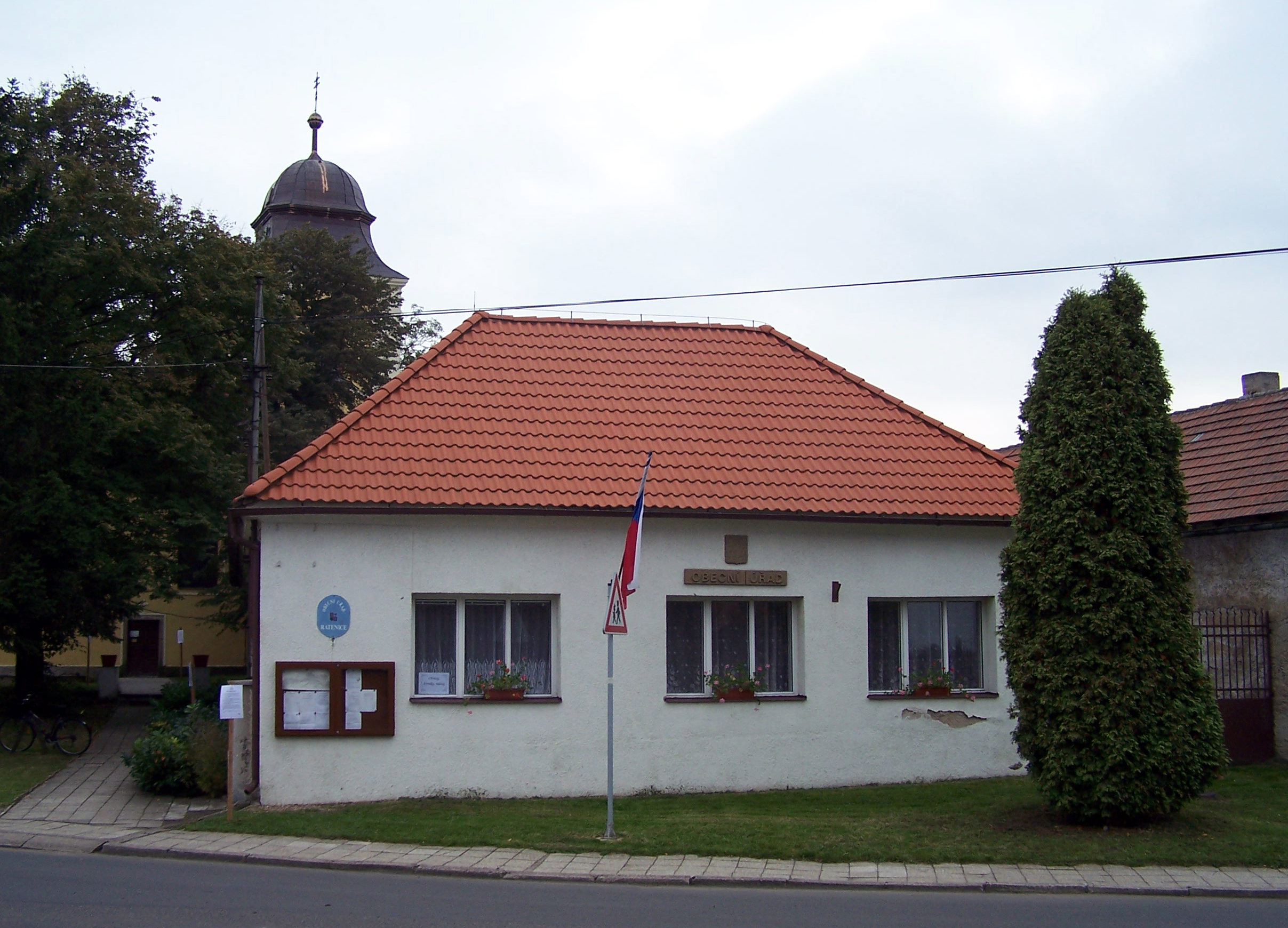
Obecní úřad

- Kostel svatého Jakuba Většího – založen byl pravděpodobně někdy ve 13.–14. století na nejvyšším bodu návsi. První písemný doklad o jeho existenci je z roku 1352. Nejstarší části kostela je hranolová věž s navazující lodí a valeně podklenutou kruchtou. V letech 1695–1700 byl kostel rozsáhle upravován, byla zbudována nová sakristie, kazatelna a samostatný kůr.[38] Presbytář kostela pochází z let 1777–1778. Roku 1811 kostel kompletně vyhořel a jeho obnova začala až po 12 letech. Malíř Adolf Liebscher kostel roku 1912 vyzdobil nástropní malbou „Nanebevzetí Panny Marie“.[39] V těsné blízkosti kostela se nacházel starý hřbitov, obehnaný kamennou zdí. Ta byla roku 1960 rozebrána a částečně použita na stavbě JZD.[40] V posledních letech kostel prochází rekonstrukcí. V prosinci 2010 byla ukončena její první etapa, spočívající v rekonstrukci střechy. V druhé etapě bude restaurována přímo Lienscherova nástropní freska.[41]

- Nová fara – budova nové fary byla postavena roku 1890 jako náhrada za menší budovu ratenické staré fary. Stojí naprosti kostelu. Po roce 1948 byla činnost fary ukončena a budova v letech 1952–1975 sloužila jako škola. Když byla škola pro nedostatek žáků uzavřela, bylo fara přeměněna na školku. Ta v budově funguje od roku 1978 dodnes.[42]

- Obecní úřad – dnešní budova obecního úřadu byla postavena roku 1855 jako obecní jednotřídka s bytem pro učitele. V roce 1885 byla budova přestavěna na dvoutřídní a učitel bydlel v jiném domě. Po přesunu školy do fary se z budovy stal obecní úřad. Je zde i knihovna. Současná podoba domu je z roku 1978.[42]

- Pomník vojákům padlým ve světové válce – zřízen byl na počest 29 ratenických občanů, kteří padli na frontách první světové války. Pomník zhotovil nákladem 8 000 Kč pečecký sochař J. Král. Odhalení proběhlo 14. srpna 1921. Na současné místo byl pomník přesunut v roce 1975.[40]

## Osobnosti
František Hatlák: (*1873 Maršovice – †1943 Řečany nad Labem): v Ratenicích učil o roku 1899, od roku 1919 až do své penze v roce 1932 vykonával funkci řídícího učitele. V roce 1920 se zasloužil o založení veřejné lidové knihovny.
Eduard Jaksch (*1898 Březnice – †1983 Ratenice): navázal na pana Františka Hatláka v práci v knihovně, které se věnoval až do své smrti. Současně v letech 1946 až 1959 byl řídícím učitelem v ratenické škole. V obci vedl také pěvecký sbor a namaloval mnoho obrazů Ratenic.
Blahoslav Forman (*1916 Čáslav – †1960 Nízké Tatry): rovněž vyučoval na ratenické škole, a to během druhé světové války, v letech 1939–1944. Během svého ratenického pobytu žil
v podnájmu na statku Hlaváčových v čp. 8, kam za ním přijížděli na letní prázdniny i jeho dva bratři: pozdější známý režisér Miloš Forman a Pavel Forman. Zahynul ve vánici 29. června 1960 v Nizkých Tatrách (při výstupu na Ďumbier), kde jako učitel by s turistickým oddílem základní školy na výletě.
Josef Hlaváč (*1917 Ratenice – †1989 Praha): ze statků Hláváčových pocházel evangelický farář a teolog Josef Hlaváč. Působil v evangelických sborech v Jilemnici, Brně
a v Olomouci.
Jaroslav Kulač (*1887 Ratenice – †1970 Šestajovice) byl církevní hodnostář a politický vězeň. Nejprve působil jako katolický kněz v chrámu svatého Bartoloměje v Kolíně, později (od roku 1932) byl kanovníkem Metropolitní kapituly u sv. Víta v Praze. V roce 1950 byl zatčen a ve vykonstruovaném politickém procesu a odsouzen na 17 let žaláře. V roce
1960 byl propuštěn na amnestii. Je pohřben v rodných Ratenicích.
Antonín Hoffmann (*1888 Ratenice – †1958 Nymburk) byl další významnou osobní Ratenic, působil jako varhaník, sbormistr a skladatel, později jako violista a korepetitor Národního divadla
a opery v Kluži v tehdejším Uhersku (dnešní Rumunsko Byl dlouholetým sbormistrem pěveckých sborů Hlahol v Nymburce a v Poděbradech. Je také pohřben v rodných Ratenicích.

## Politika

### Zastupitelstvo a starosta
Starostou obce je jako nezávislý kandidát Pavel Rek. Zastupitelstvo obce Ratenice je devítičlenné. Ve volebním období 2006–2010 získali Nezávislí čtyři mandáty, ČSSD tři mandáty a Koalice NESTRANÍCI a KDU-ČSL dva mandáty. Pro volební období 2010–2014 získali nezávislí kandidáti 5 mandátů a TOP 09 4 mandáty, přičemž ČSSD nezískala žádný.
| VOLBY 2010 | POČET HLASŮ | POČET MANDÁTŮ |   |
| ---------- | ----------- | ------------- | - |
| Nezávislí  | 54,79 %     | 5             | 5 |
| TOP 09     | 37,28 %     | 4             | 4 |
| ČSSD       | 7,93 %      | 0             | 0 |

### Znak a vlajka obce

Vlajka obce

Dne 11. května 2011 byly obci poprvé v historii uděleny znak a vlajka. Tvoří ho v černo-zlatě polceném štítě svatojakubská mušle opačných barev. Mušle hřebenatka byla zvolena podle patrona místního kostela svatého Jakuba Většího, který mušli používal jako talíř na sběr jídla a milodarů. Zlatá a černá barva byly převzaty z rodového erbu prvních známých středověkých majitelů obce – pánů a hrabat ze Stillfriedu a Ratenic.

## Demografie
Dle sčítání lidu v roce 2001 žilo v Ratenicích trvale 476 osob, z toho 238 žen. Celkem 440 občanů se hlásilo k české národnosti, 3 ke slovenské a 1 k polské. Ze 476 osob bylo 144 věřících, z toho se 118 lidí hlásilo k římskokatolické církvi a 15 k českobratrské církvi evangelické. 276 osob bylo bez vyznání a 56 osob své vyznání neuvedlo.
| Rok            | 1869 | 1880 | 1890 | 1900 | 1910 | 1921 | 1930 | 1950 | 1961 | 1970 | 1980 | 1991 | 2001 |
| -------------- | ---- | ---- | ---- | ---- | ---- | ---- | ---- | ---- | ---- | ---- | ---- | ---- | ---- |
| Počet obyvatel | 546  | 622  | 741  | 676  | 800  | 828  | 899  | 692  | 680  | 597  | 484  | 411  | 476  |

## Školství a kultura

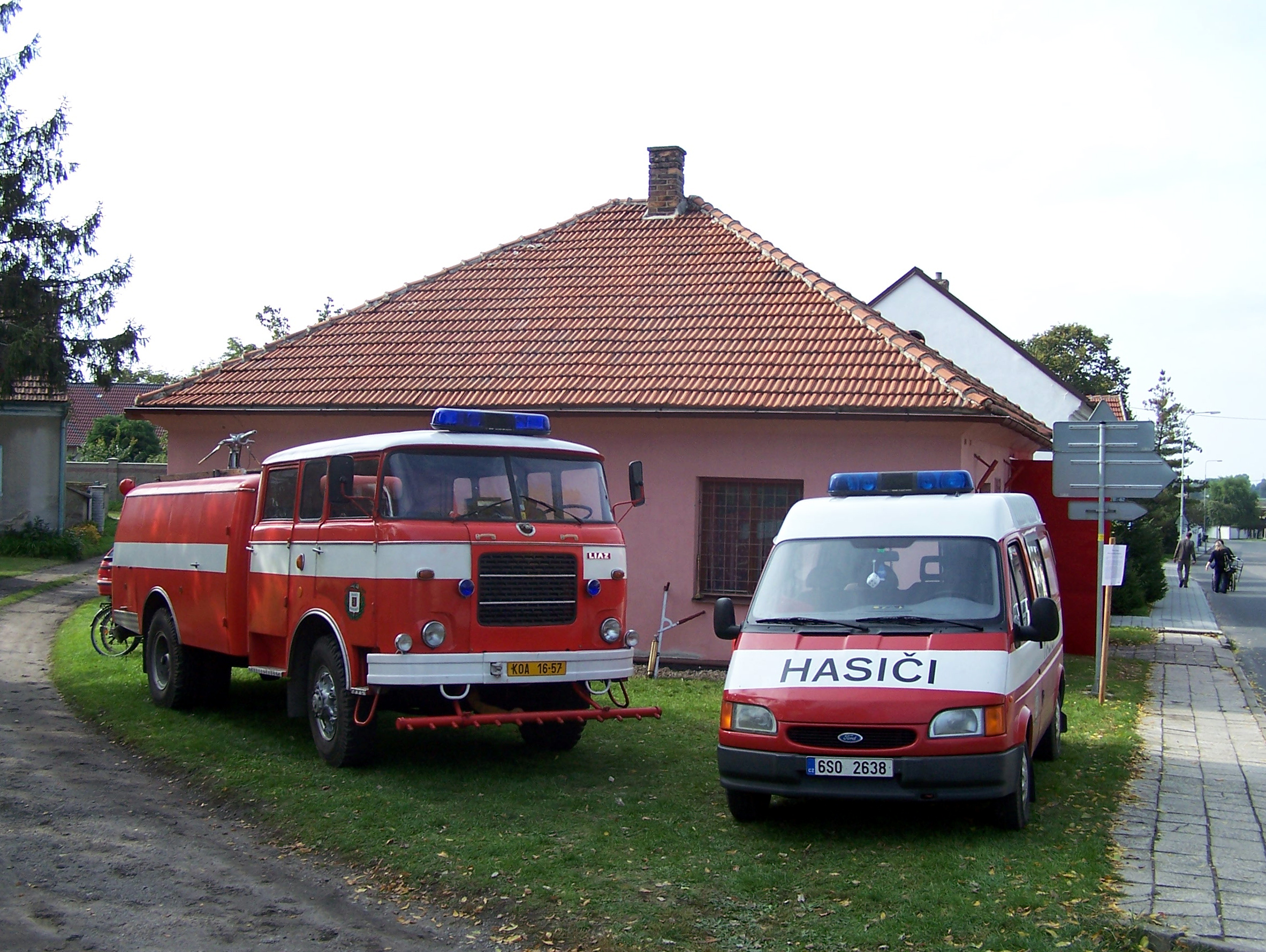
Vozidla SDH Ratenice CAS 25 Škoda 706 RTHP (vlevo) a Ford Transit. V pozadí je hasičská zbrojnice.

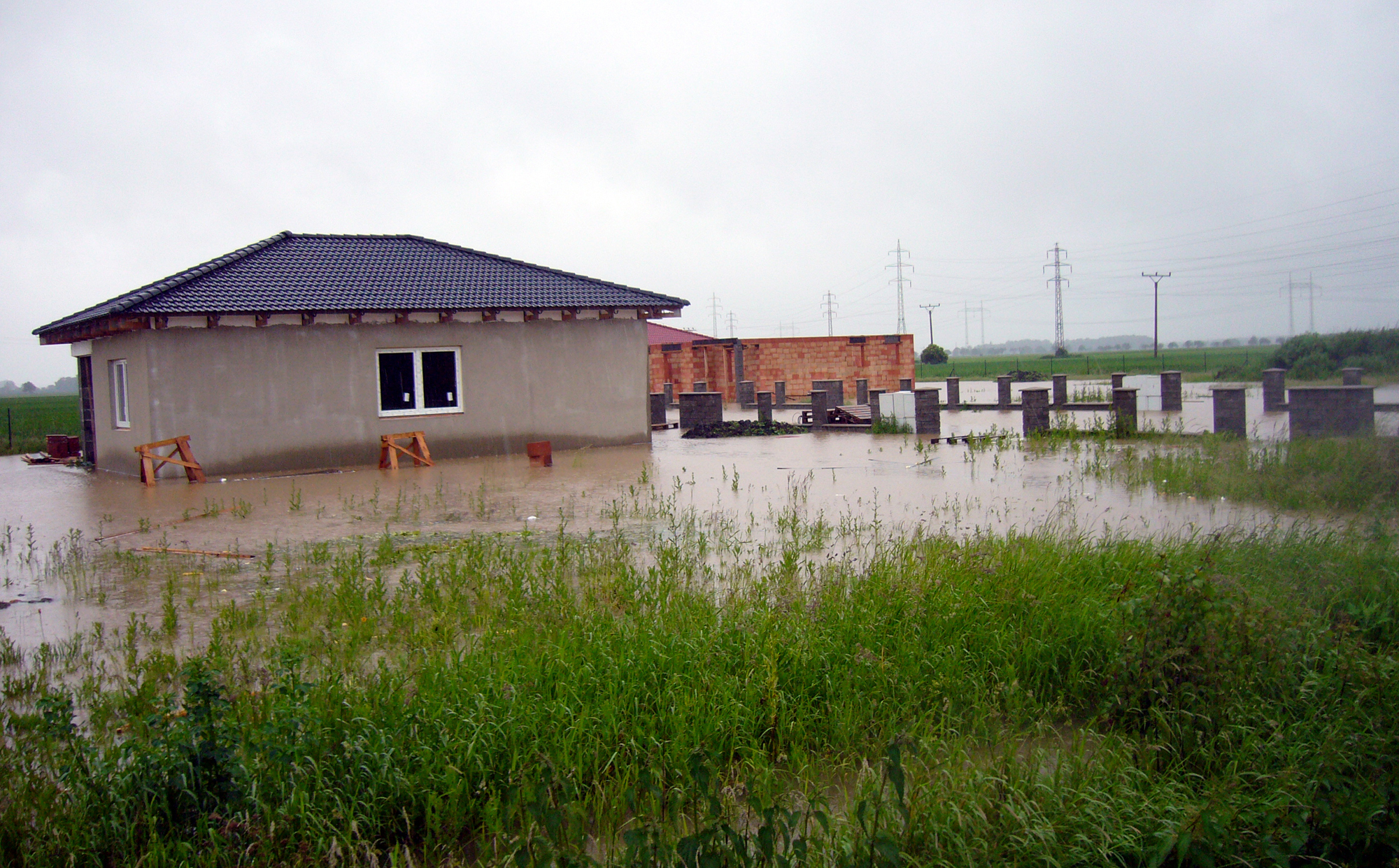
Dobrovolní hasiči zasahovali při povodních, které roku 2013 zasáhly okrajové části obce. Zde zatopené pozemky s rozestavěnými rodinnými domy.

V budově nové fary funguje od roku 1978 mateřská školka. Do školy poté děti dojíždějí do Peček, Cerhenic a Vrbové Lhoty. V obci působí několik spolků. Dlouhou tradici má Sbor dobrovolných hasičů Ratenice založený 18. září 1886. Aktivní je rovněž dobročinný spolek Ratenická včela, jehož členové například vysazují stromy v okolí Ratenic, pomáhají s obnovou kostela a pořádají různé další kulturní akce.

## Doprava
Dopravní síť
- Pozemní komunikace – Do obce vedou silnice III. třídy. Ve vzdálenosti 1 km vede silnice II/329 Poděbrady - Pečky - Plaňany.

- Železnice – Železniční trať ani stanice na území obce nejsou. Nejbližší železniční stanicí jsou Pečky ve vzdálenosti 2 km ležící na trati 011 z Prahy do Kolína.

Veřejná doprava 2011
- Autobusová doprava – V obci měly zastávky příměstské autobusové linky Poděbrady-Pečky (v pracovních dnech 16 spojů) a Poděbrady-Cerhenice-Pečky (v pracovních dnech tam 1 spoj, zpět 3 spoje) (dopravce Okresní autobusová doprava Kolín, s. r. o.).

## Průmysl a zemědělství

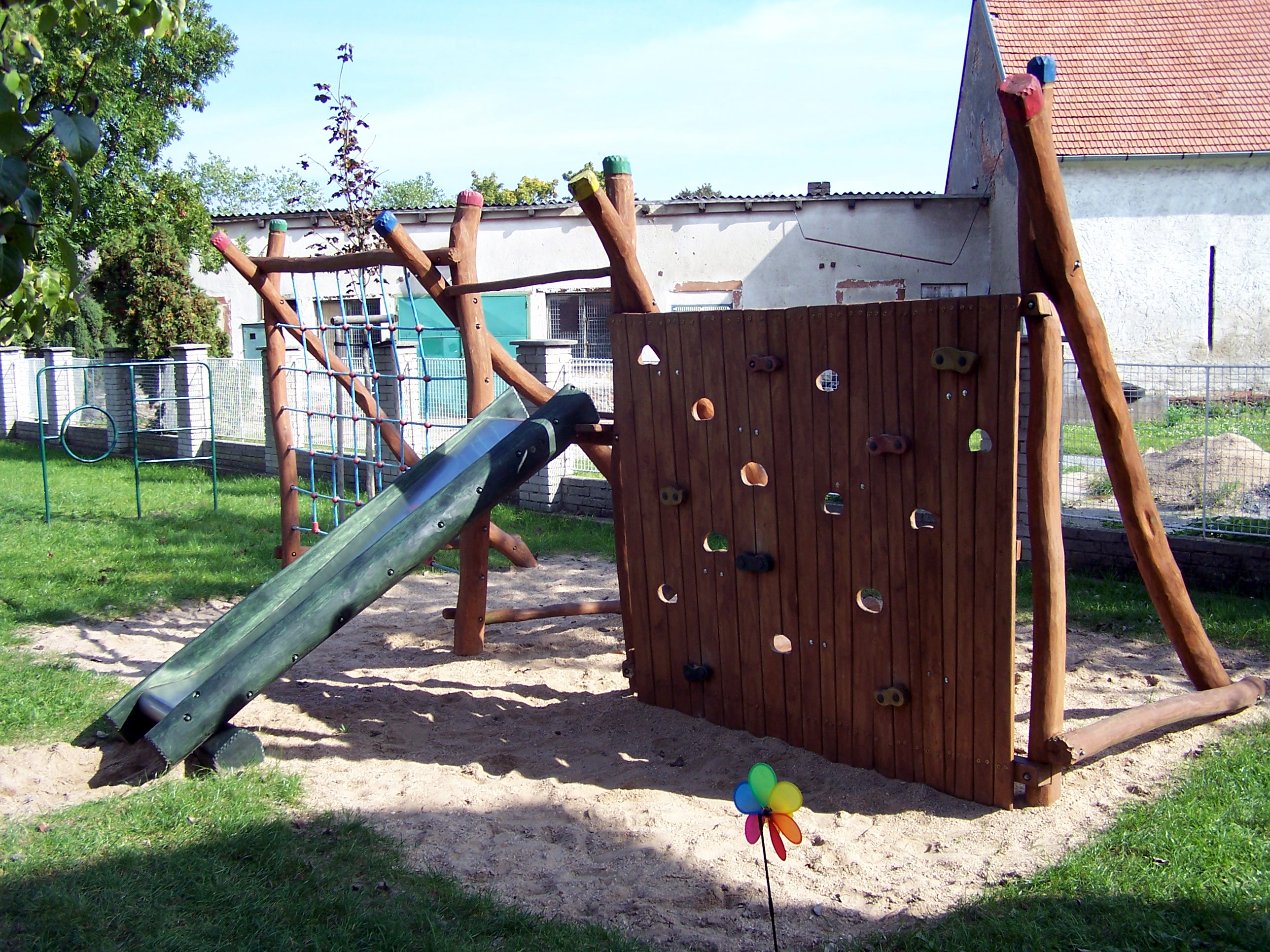
Dětské hřiště na zahradě MŠ Ratenice

V obci se nachází 69 podnikatelských subjektů. Na návsi je obchod, postavený občany obce v rámci akce Z. V jeho blízkosti je pohostinství s tanečním sálem, využívané při různých kulturních akcích, plesech či zábavách.